# Hilcot
Hilcot – osada w Anglii, w hrabstwie Gloucestershire. Leży 8 km od miasta Cheltenham. Hilcot jest wspomniana w Domesday Book (1086) jako Willecote.